# Röhrennasenfledermäuse
Die Röhrennasenfledermäuse (Murininae) sind eine Fledermausgruppe aus der Familie der Glattnasen (Vespertilionidae). Sie werden meist als eigene Unterfamilie geführt. Die Gruppe umfasst zwei Gattungen (Murina und Harpiocephalus) über 20 Arten, die im östlichen, südlichen und südöstlichen Asien sowie in Australien leben.

## Beschreibung
Namensgebendes Kennzeichen dieser Fledermäuse sind die röhrenartigen, seitlich angeordneten Nasenlöcher, ein Merkmal, das sich innerhalb der Fledertiere nur noch bei den Röhrennasenflughunden findet. Ihr Fell ist dick wollig, oft sind auch die Beine, die Schwanzflughaut und die Flügel stark behaart. Die Färbung ist meist grau oder braun, bei manchen Arten auch gelblich oder rötlich. Diese Tiere erreichen eine Kopfrumpflänge von 33 bis 75 Millimeter, eine Schwanzlänge von 30 bis 55 Millimeter und ein Gewicht von 3 bis 20 Gramm.

## Lebensweise
Über die Lebensweise dieser Fledermäuse ist wenig bekannt. Sie leben oft in hügeligem Gebiet und sind wie die meisten Fledermäuse nachtaktiv. Tagsüber schlafen sie in kleinen Gruppen, oft unter Blättern wie zum Beispiel der der Kardamompflanze oder in Höhlen. In der Nacht begeben sie sich auf Nahrungssuche, wobei sie meist knapp über dem Erdboden dahinfliegen. Ihre Nahrung dürfte größtenteils aus Insekten bestehen.

## Gattungen und Arten
Die Unterfamilie der Röhrennasenfledermäuse teilt sich in zwei Gattungen, Murina und Haarflügelfledermäuse (Harpiocephalus). Haarflügelfledermäuse sind etwas größer und weisen auch massivere Backenzähne auf. Insgesamt werden über 20 Arten unterschieden, von denen die Haarflügelfledermaus (Harpiocephalus harpia)  die einzige Art der Gattung Harpiocephalus ist und Murina aus 22 Arten besteht.